# Förtöjning

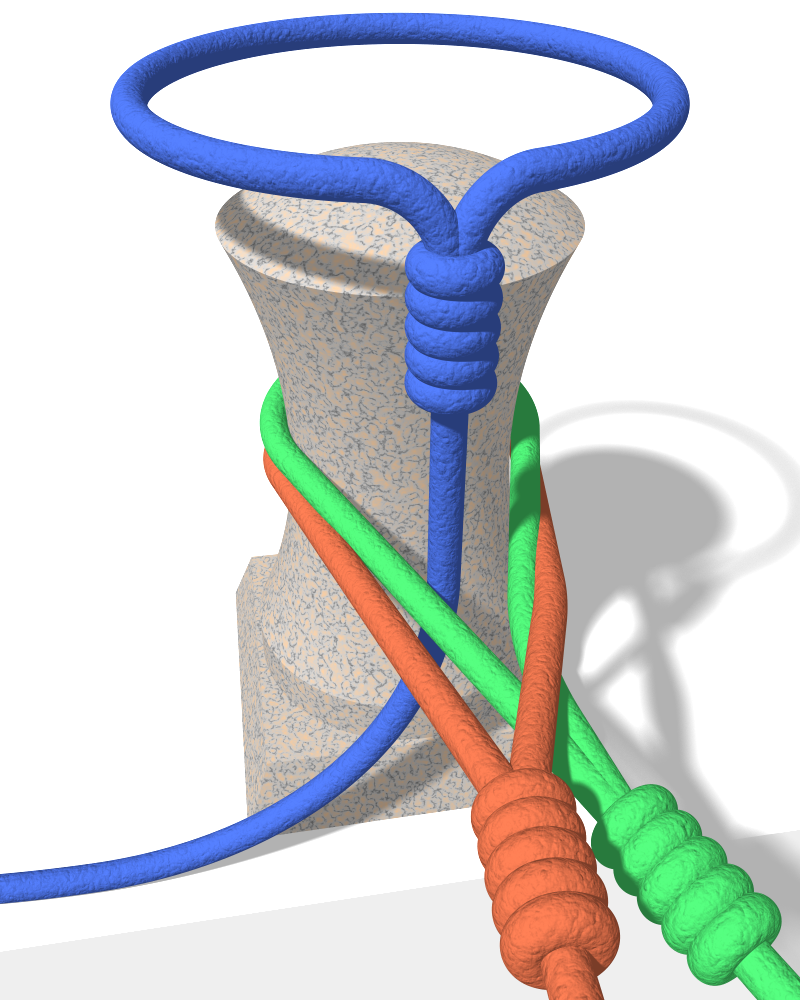
Förtöja flera på rätt sätt

Förtöjning är konsten att förtöja en båt eller ett skepp vid en brygga eller kaj, det vill säga sätta fast den vid land, eller den anordning som används för ändamålet.

## Förtöjningsgods och övrig utrustning
På fartyg används upprättstående korta "stolpar", pollare, för att fästa förtöjningarna. På bryggor och kajer används också pollare och ibland förtöjningsringar. Bojar används för att förtöja båtar en bit ut från stranden eller för att hindra den yttre delen av båten från att driva i sida när båten förtöjs vinkelrätt mot bryggan. För tillfälliga förtöjningar i naturhamnar finns bergskilar som kan slås ner i bergsprickor. 
Materialet i trossar och rep är ofta polyuretan eller polyamid. Vajrar är vanliga på större fartyg.  

## Benämningar

För- och akterförtöjning

Förtöjningarna har olika namn efter var de är fastgjorda på fartyget och kajen. Spring går från fartygets för eller akter mot en midskepps fästpunkt på kajen. Ändor går vinkelrätt mot fartyget eller bort från fartyget. Vid behov anger man om det är förliga eller akterliga förtöjningar. Bilden till höger visar från vänster till höger förända, tvärända, förspring, akterspring, tvärända och akterända.

## Tekniker
När flera fartyg förtöjs vid samma pollare sticker den senast anlända båten förtöjningslinan underifrån genom de andras öglor. På det viset kan valfri förtöjning lossas utan att man behöver flytta de övriga.
Ett spring kan användas för att "bryta" ut eller in båten eller fartyget vid kaj eller brygga med motorkraft.

## Akterförtöjning
Akterförtöjning är ett tåg eller vajer som vid förtöjning utsättes akteröver och i mera långskepps än tvärskepps riktning. Akterförtöjning används också som beteckning på en förtöjning där båtens akter vetter mot land. Motsatsen kallas stävförtöjning.